# Мбур (Тиес)
Мбур (фр. M'bour) — портовый город в Сенегале, расположен в области Тиес.

## Географическое положение
Центр города располагается на нулевой высоте над уровнем моря.

## Демография
| 1976   | 1988   | 1997    | 2002    | 2012    |
| ------ | ------ | ------- | ------- | ------- |
| 37 663 | 76 751 | 109 317 | 153 503 | 233 883 |

## Экономика
Жители города заняты в сфере туризма и сельского хозяйства.

## Города-побратимы
- Конкарно, Франция (1974)